# ペトルーシュカ (競走馬)
ペトルーシュカ (Petrushka) は、アイルランドで生まれたイギリスの競走馬。2000年のカルティエ賞最優秀3歳牝馬。

## 経歴

### 2歳・3歳
1999年10月のデビュー戦に勝利すると、約半年の休養を挟み、2戦目となった翌2000年4月のネルグウィンステークス(G3)にも危うげ無く勝利した。この勝利をレーシング・ポストが "ネルグウィンでスターホースが生まれた" と報じ、ペトルーシュカは一躍クラシックの注目馬となった。クラシックでは、1000ギニーで1番人気を裏切り3着、オークスもラブディバインから3馬身半差の4着と連敗したが、アイリッシュオークスでは2着に5馬身半差をつける圧勝を演じた。マイケル・スタウト調教師は "これが本当のペトルーシュカです(This is the real Petrushka.)" と前2走との違いを強調した。
8月にはヨークシャーオークスで古馬との対戦となった。ヨークシャーオークスにはオークス馬ラブディバイン、前年のヨーロッパオークス三冠馬ラムルマ、前年の2着馬エラアシーナなど豪華なメンバーが顔を揃えたが、1番人気に支持されたペトルーシュカが人気に応えて優勝した。
10月にはフランスのオペラ賞にも遠征した。この年のフランス3歳牝馬はレベルが高いとされていたが、接戦の末にフランスのレーヴドスカーに4分の3馬身差をつけて勝利した。11月にはブリーダーズカップ・フィリー&メアターフにも遠征したが、ここではパーフェクトスティングの5着に敗れている。
この年のカルティエ賞最優秀3歳牝馬にはペトルーシュカが選ばれた。

### 4歳
ペトルーシュカは半年の休養の後コロネーションカップでレースに復帰したが、6頭立ての5着に惨敗した。まもなく右前肢の腱に再起不能となる重傷を負っていたことが分かり、引退・繁殖入りが発表された。マイケル・スタウト調教師はペトルーシュカについて "私が訓練した馬の中では最高の中距離牝馬でした" と語っている。

### 年別競走成績
- 1999年（1戦1勝）
- 2000年（7戦4勝） - アイリッシュオークス、ヨークシャーオークス、オペラ賞、ネルグウィンステークス
- 2001年（1戦0勝）

## 血統表
| ペトルーシュカの血統（ノーザンダンサー系 / Native Dancer 4×5=9.38%、Hyperion 5×5=6.25%） | ペトルーシュカの血統（ノーザンダンサー系 / Native Dancer 4×5=9.38%、Hyperion 5×5=6.25%） | ペトルーシュカの血統（ノーザンダンサー系 / Native Dancer 4×5=9.38%、Hyperion 5×5=6.25%） | （血統表の出典）      | （血統表の出典）    |
| 父 Unfuwain 1985 鹿毛                                                                    | 父の父Northern Dancer 1961 鹿毛                                                          | Nearctic                                                                                 | Nearco                | Nearco              |
| 父 Unfuwain 1985 鹿毛                                                                    | 父の父Northern Dancer 1961 鹿毛                                                          | Nearctic                                                                                 | Lady Angela           |                     |
| 父 Unfuwain 1985 鹿毛                                                                    | 父の父Northern Dancer 1961 鹿毛                                                          | Natalma                                                                                  | Native Dancer         | Native Dancer       |
| 父 Unfuwain 1985 鹿毛                                                                    | 父の父Northern Dancer 1961 鹿毛                                                          | Natalma                                                                                  | Almahmoud             |                     |
| 父 Unfuwain 1985 鹿毛                                                                    | 父の母Height of Fashion 1979 鹿毛                                                        | Bustino                                                                                  | Busted                | Busted              |
| 父 Unfuwain 1985 鹿毛                                                                    | 父の母Height of Fashion 1979 鹿毛                                                        | Bustino                                                                                  | Ship Yard             |                     |
| 父 Unfuwain 1985 鹿毛                                                                    | 父の母Height of Fashion 1979 鹿毛                                                        | Highclere                                                                                | Queen's Hussar        | Queen's Hussar      |
| 父 Unfuwain 1985 鹿毛                                                                    | 父の母Height of Fashion 1979 鹿毛                                                        | Highclere                                                                                | Highlight             |                     |
| 母 Ballet Shoes 1990 鹿毛                                                                | 母の父Ela-Mana-Mou 1976 鹿毛                                                             | *ピットカーン                                                                            | Petingo               | Petingo             |
| 母 Ballet Shoes 1990 鹿毛                                                                | 母の父Ela-Mana-Mou 1976 鹿毛                                                             | *ピットカーン                                                                            | Border Bounty         |                     |
| 母 Ballet Shoes 1990 鹿毛                                                                | 母の父Ela-Mana-Mou 1976 鹿毛                                                             | Rose Bertin                                                                              | *ハイハット           | *ハイハット         |
| 母 Ballet Shoes 1990 鹿毛                                                                | 母の父Ela-Mana-Mou 1976 鹿毛                                                             | Rose Bertin                                                                              | Wide Awake            |                     |
| 母 Ballet Shoes 1990 鹿毛                                                                | 母の母River Dancer 1983 鹿毛                                                             | Irish River                                                                              | Riverman              | Riverman            |
| 母 Ballet Shoes 1990 鹿毛                                                                | 母の母River Dancer 1983 鹿毛                                                             | Irish River                                                                              | Irish Star            |                     |
| 母 Ballet Shoes 1990 鹿毛                                                                | 母の母River Dancer 1983 鹿毛                                                             | Dancing Shadow                                                                           | *ダンサーズイメージ   | *ダンサーズイメージ |
| 母 Ballet Shoes 1990 鹿毛                                                                | 母の母River Dancer 1983 鹿毛                                                             | Dancing Shadow                                                                           | Sunny Valley F-No.1-l |                     |

- 主な近親はバレークイーン#その他の近親を参照。